# Bruce Campbell Hopper
Bruce Campbell Hopper (* 24. August 1892; † 6. Juli 1973) war Pilot im Ersten Weltkrieg, Zeitungsreporter, Autor, Historiker und Dozent, der von 1930 bis 1961 als bei der Regierung angestellter Assistenzprofessor an der Harvard University arbeitete. Er war schon früh Experte über die Sowjetunion, er schrieb einflussreiche Artikel, er unterrichtete im Außenministerium der Vereinigten Staaten Politik und er hielt mehr als 30 Jahre lang Vorlesungen. Unter seinen zahlreichen Studenten finden sich auch Personen wie Joseph P. Kennedy, Jr., John F. Kennedy und Ted Kennedy. Hopper begleitete und beriet John F. Kennedy bei der Fertigstellung seiner Diplomarbeit in Harvard, die schließlich als Buch unter dem Titel „Why England Slept“ erschien.

## Kindheit und Jugend
Hopper wurde in Litchfield (Illinois) als Sohn von Josepf Hopper und Katherine Turnbull geboren. Joseph Hopper war Farmer und wanderte 1882 von Balloch in Schottland in die USA aus. Seine Kindheit verbrachte Bruce Campbell Hopper in Billings (Montana). 1913 inskribierte er an der University of Montana. Im Jahr 1914 wurde er Mitglied der Burschenschaft Sigma Nu. Kurz nachdem der Montana Harvard Club sein Potenzial und seine Intelligenz erkannte, bekam er ein Stipendium und wechselte nach Harvard.

## Erster Weltkrieg
Hopper verließ im Frühling 1917 die Universität und meldete sich freiwillig für das AFS Interkulturelle Begegnungen als LKW-Fahrer. Dort war er für die Vorratslieferung für die Französische Armee an den Fronten in Soissons und Reims verantwortlich. Als die USA dem Krieg beitraten, verließ er die AFS und schrieb sich als Private first class beim United States Army Signal Corps in den American Expeditionary Forces (AEF) ein. Die Armee wählte ihn zum Flugtraining aus. Nach Abschluss des Trainings erhielt er den Titel des first lieutenant. Danach leistete er seinen Dienst als Kampfpilot in der 96th Aero Squadron in Frankreich. Er flog einen Breguet 14-B.2-Bomber. Anfang 1918 wurde er bei einem Zusammenprall verletzt. Er erholte sich schnell und flog dann bis zum Ende der Kampfhandlungen.
Er wurde ausgezeichnet, nachdem er zwei Feindflugzeuge abgeschossen hatte und wurde im Oktober 1918 zum Kapitän befördert. Ausgezeichnet für seine Dienste, erhielt er unter anderem die französische Ehrenlegion, das französische Croix de guerre, eine Silver Star citation und eine Pershing citation. Zur Zeit des Waffenstillstandes, war Hopper einer von zwei Überlebenden der ursprünglichen 96th Aero squadron.
In seiner Zeit bei den General Headquarters in Paris 1919 schrieb er sowohl über die Geschichte der 96th Aero Squadron als auch über die offizielle Militärgeschichte der Army am Tag der Bombenkampagne in Frankreich. Dies wurde später unter dem Titel “When the Air Was Young: American Day Bombardment, AEF, 1917–1918” veröffentlicht.

## Zwischenkriegszeit
Nach seinem Austritt aus der Armee 1919 studierte er kurzzeitig an der Sorbonne, am Exeter College und an der Oxford University.
Von 1921 bis 1923 reiste er mit einem Freund rund um die Welt. Sie unterstützten einander, während sie als Reporter für einige englischsprachige Zeitungen arbeiteten und während sie durch Europa, den Mittleren Ostern, Russland, Indien, Südostasien und China reisten.
Danach, im Jahre 1923, setzte er sein Studium in Harvard fort und beendete seinen Bachelor 1924, gefolgt von einem Master 1925.
Im August 1924 heiratete Hopper in Dublin, New Hampshire die 26 Jahre alte Effie Toye aus New York.
Von 1927 bis 1929 setzte er sein Studium in der Sowjetunion fort, als Mitglied des Institute of current World Affairs, gesponsert von dem Geschäftsmann und Menschenfreund Charles Richard Crane. Bis zu seiner Rückkehr in die Vereinigten Staaten konnte man ihn als einen der ersten akademischen Experten auf dem Gebiet der Sowjetunion bezeichnen.
Hopper machte seinen Doktor in Harvard im Jahre 1930 und trat der Fakultät als staatlicher Assistenzprofessor bei. Der Präsident von Harvard, Abbott Lawrence Lowell, ermutigte ihn während der 1930er-Jahre Artikel zu veröffentlichen und öffentliche Reden über die Sowjetunion zu halten. Beide teilten das gemeinsame Interesse daran, zu erforschen, wie die Erfahrungen aus der Sowjetunion hilfreich für die amerikanische Wirtschaft sein könnten, die unter der „Großen Depression“ (Great Depression) zu leiden hatte.
Hopper kehrte in den 1930er Jahren häufig, wieder gefördert durch Charles Richard Crane, in die Sowjetunion zurück. Seine Reisen waren sowohl aus akademischem Interesse als auch im Interesse des Außenministeriums der Vereinigten Staaten, die ihn eingehend nach seiner Reise befragten und umgehend viele seiner Beobachtungen klassifizierten. Dies hatte den Effekt, dass sich seine Möglichkeiten, Werke zu veröffentlichen minimierten. Seine Unterstützer bekamen das Gefühl, dass diese Tatsache seine Aufstiegschancen zu einem vollwertigen Professor verringerten. Andere hingegen sahen den Grund dafür in mangelnder Dokumentation seiner Forschungsergebnisse und in seinen Werken. Aber alle waren sich einig, dass Hopper ein ausgezeichneter Redner war. Außerdem waren seine Vorlesungen sehr beliebt. Während der 1930er-Jahre war Hopper auch wegen der Politik gegenüber der Sowjetunion in regelmäßigem Kontakt mit einigen Offiziellen des Außenministeriums der Vereinigten Staaten, darunter auch Personen wie George F. Kennan oder Loy W. Henderson.
Ursprünglich war Hopper der Industrialisierung und Zwangskollektivierung in der Sowjetunion wohlgesinnt und dachte, dass die USA von den zentralisierten Planungsmodellen profitieren könnten. Er sagte in den frühen 30er-Jahren auch korrekt die steigende Macht der Sowjets voraus und dass der Einfluss im Osten zu Konflikten mit den Vereinigten Staaten führen würde. In Bezug auf die Hungersnot in der Sowjetunion in den 1930er-Jahren prägte Hopper den Ausdruck, dass Russland bereit war, „sich zu Größe zu hungern“.
Seine russophile Sichtweise begann 1938 abzunehmen, als er schrieb, dass „die Tugend von den Führern in Russland gegangen sei“.

## Zusammenarbeit mit John F. Kennedy
1937 wurde Hopper ein beim Staat angestellter Dozent. Er unterrichtete Politikwissenschaften und internationale Angelegenheiten. Unter seinen Studenten befanden sich auch die drei Kennedybrüder Joseph, John und Ted.
Hopper war auch Berater bei der Masterarbeit von John F. Kennedy, die später unter dem Titel „Why England Slept“ veröffentlicht wurde. Kennedy begann mit dieser Arbeit im Winter 1939/40 und besuchte Hopper einmal wöchentlich, um mit ihm seinen Fortschritt zu besprechen. JFK glaubte, dass es eine moralische Notwendigkeit war, Großbritannien und Frankreich zu helfen, unabhängig davon welches Risiko es darstellte, mit den Vereinigten Staaten in den Krieg zu ziehen. Die zwei Männer diskutieren über JFKs Masterarbeit und die Aussicht auf Krieg ausführlich, dabei verhalf Hopper auch seine Vergangenheit als Kriegsveteran zu großer Glaubwürdigkeit.

## Zweiter Weltkrieg
Hopper nahm eine sechs Jahre lange Auszeit vom Unterrichten, während und kurz nach dem Zweiten Weltkrieg, um bei dem Office of Strategic Services (OSS, Vorgänger der Central Intelligence Agency) in Schweden zu dienen, wo er sowjetische Handlungen um das Baltikum untersuchte und interpretierte. Hopper diente ebenfalls als Chefhistoriker für die Eighth Air Force und die United States Strategic Air Forces in Europe. Anschließend arbeitete er im Pentagon als spezieller Berater und Redenschreiber von General Carl A. Spaatz. Hopper und Spaatz hatten gemeinsam im Ersten Weltkrieg gedient.

## Nachkriegszeit
In den Jahren 1946 und 1947 war Hopper an der Standortauswahl für die neue United States Air Force Academy beteiligt. Nach seiner Rückkehr zur Akademie 1947 wurde er bei der Stellenbeförderung zum Assistenzprofessor übergangen. Hoppers Forschungsergebnisse halfen seinen Aussichten nicht, und auch seine zweijährige Abwesenheit von der Akademie beim Militär brachte ihn nicht weiter. Nach dem Krieg verlagerten sich seine Lehrinteressen vermehrt Richtung Luftfahrt als Einfluss auf internationale Angelegenheiten. Er beteiligte sich maßgeblich an dem neuen Russlandforschungscenter, das heute unter dem Namen „Davis Center for Russian and Eurasian Studies“ bekannt ist.
In den 1940er- und 1950er-Jahren sprach Hopper häufig über sowjetische und russische Angelegenheiten am Naval War College und am Army War College. Er reiste auch viel umher und hielt viele Reden bei seinen Reisen durch Europa und Zentralamerika. Er war Treuhänder der World Peace Foundation und Mitglied im Institute of Pacific Relations, dem American-Russian Institute, dem Council of the Foreign Policy Association und dem Council on Foreign Relations.
Nachdem er Harvard 1961 verließ, um in den Ruhestand zu gehen, lebte Hopper in Santa Barbara (Kalifornien).
Kurz vor seinem Tod schrieb er, dass „seine Dankbarkeit an Harvard außerhalb des Messbaren liegt“. Weiters sagte er: „Von allen Privilegien, die mir gewährt wurden, war mir das Unterrichten das Wichtigste, besonders nach meiner Rückkehr nach dem zweiten Weltkrieg“. Zum Schluss fügte er noch hinzu: „Ich vermisse den Klassenraum, in dem es immer Morgen ist und die Nacht niemals Eintritt hat“.
Hopper starb am 6. Juli 1973. Seine Werke wurden zwischen der Kongressbibliothek, der University of Montana und der University of California in Santa Barbara aufgeteilt.